# Тео и Юго в одной лодке
«Тео и Юго в одной лодке» (фр. Théo et Hugo dans le même bateau) — французский драматический фильм 2016 года, снятый Оливье Дюкастелем и Жаком Мартино. Картина участвовала в секции «Панорама» 66-го Берлинского международного кинофестиваля и получила премию «Тедди».
Фильм был снят в течение 15 дней, в том числе 9 ночей, за небольшой бюджет. Оригинальный сценарий был написан за 28 дней и затем изменён, благодаря чему действие фильма происходит в реальном времени на протяжении 93 минут в утренние часы.

## Сюжет
Действие фильма происходит в Париже в промежутке между 4:27 и 05:59 часами утра. Двое молодых геев, Тео и Юго, встречаются ночью в секс-клубе в Маре, где занимаются сексом. Под утро Юго не хочет расставаться с Тео и приглашает его к себе домой. Молодые люди берут в Vélib’ напрокат велосипеды и прогуливаются по улицам безлюдного в утренние часы города, разговаривая о любви.
Во время общения Юго узнает, что Тео не пользовался презервативом. Это пугает его, поскольку он является носителем ВИЧ. Юго заставляет Тео обратиться в отделение неотложной помощи больницы в Сен-Луи для постконтактной профилактики и подбора лекарств для антиретровирусной терапии. 
Потом молодые люди идут вдоль канала Сен-Мартен до станции метро «Сталинград», чтобы где-нибудь позавтракать. По дороге они рассказывают друг другу о себе. Юго переехал в Париж из деревни в департаменте Жер и сейчас работает клерком у нотариуса. Тео учится на архитектора.
Уже дома у Тео, который живет на Монмартре, Юго убеждается, что тот является лучшим в его жизни партнером.

## В ролях
- Джеффри Куэ — Тео
- Франсуа Намбот — Юго
- Мариф Гутье — женщина в метро
- Джеффри Каплоу — эпизод
- Мигель Феррейра — эпизод